# Делень (Хунедоара)
Делень, Делені (рум. Deleni) — село у повіті Хунедоара в Румунії. Входить до складу комуни Зам.
Село розташоване на відстані 331 км на північний захід від Бухареста, 35 км на північний захід від Деви, 109 км на південний захід від Клуж-Напоки, 109 км на схід від Тімішоари.

## Населення
За даними перепису населення 2002 року у селі проживали 14 осіб, усі — румуни. Усі жителі села рідною мовою назвали румунську.